# Диференціальний термічний аналіз

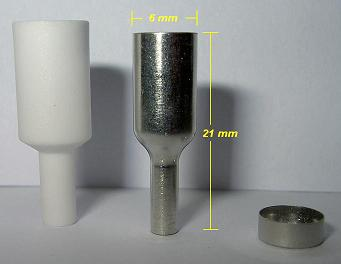
Тиглі для аналізу

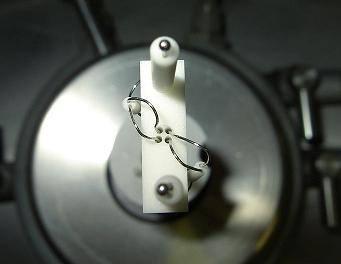
Носій зразків з оксиду алюмінію

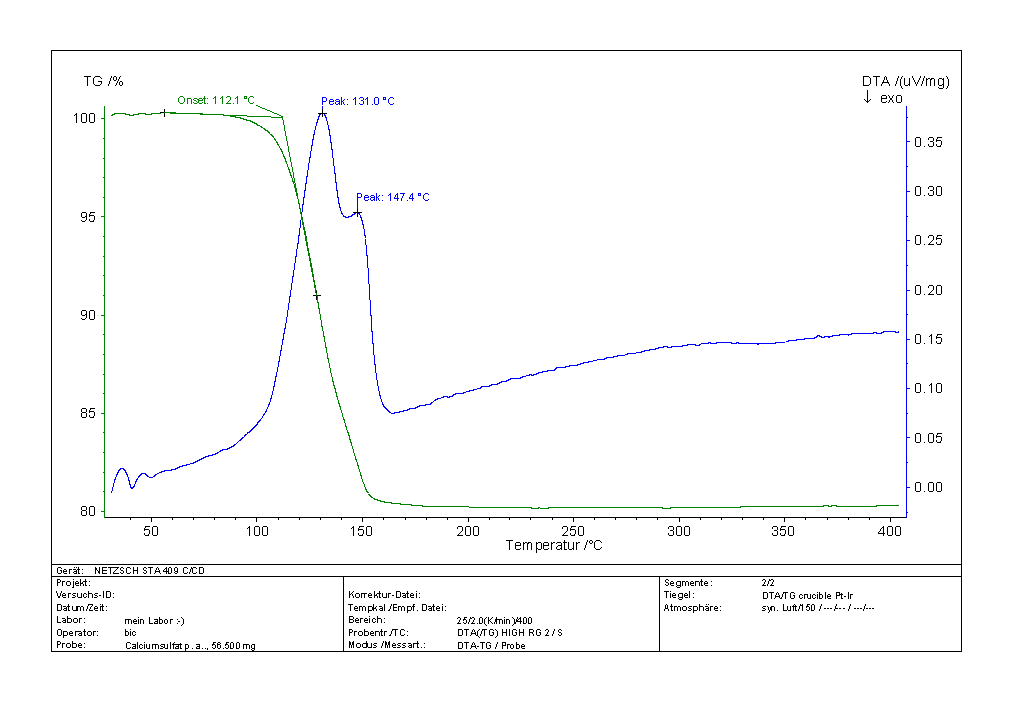
Виділення кристалічної води на CaSO_{4} у тиглі

Диференціальний термічний аналіз (ДТА) — це термоаналітичний метод, подібний до диференціальної скануючої калориметрії. У DTA досліджуваний матеріал та інертний еталон проходять ідентичні термічні цикли (тобто однакову програму охолодження або нагрівання) при записі будь-якої різниці температур між зразком і еталонним зразком. Ця різниця температур потім будується залежно від часу або температури (крива DTA або термограма). Зміни в зразку, екзотермічні чи ендотермічні, можна виявити відносно інертного стандарту. Таким чином, крива DTA надає дані про перетворення, які відбулися, такі як склування, кристалізація, плавлення та сублімація. Площа під піком DTA є зміною ентальпії і на неї не впливає теплоємність зразка.